# Бушанська сільська рада
Буша́нська сільська́ ра́да — колишній орган місцевого самоврядування у Ямпільському районі Вінницької області з адміністративним центром у с. Буша.

## Загальні відомості
- Територія ради: 5,81 км²
- Населення ради: 1 518 осіб (станом на 2001 рік)
- Територією ради протікає річка Мурафа.

## Населені пункти
Сільській раді були підпорядковані населені пункти:
- с. Буша
- с. Держанка
- с. Дорошівка
- с. Слобода-Бушанська

## Склад ради
Рада складалася з 16 депутатів та голови.
- Голова ради: Пташнік Леонід Іванович
- Секретар ради: Підгурська Тетяна Анатоліївна

### Керівний склад попередніх скликань
| Прізвище, ім'я, по батькові | Основні відомості                                                         | Дата обрання | Дата звільнення |
| --------------------------- | ------------------------------------------------------------------------- | ------------ | --------------- |
| Пташнік Леонід Іванович     | Сільський голова, 1963 року народження, освіта вища                       | 26.03.2006   | 31.10.2010      |
| Пташнік Леонід Іванович     | Сільський голова, 1963 року народження, освіта вища, член Партії регіонів | 31.10.2010   |                 |

Примітка: таблиця складена за даними сайту Верховної Ради України

## Населення
Згідно з переписом УРСР 1989 року чисельність наявного населення сільської ради становила 1714 осіб, з яких 715 чоловіків та 999 жінок.
За переписом населення України 2001 року в сільській раді мешкало 1517 осіб.

### Мова
Розподіл населення за рідною мовою за даними перепису 2001 року:
| Мова       | Відсоток |
| ---------- | -------- |
| українська | 99,93 %  |
| російська  | 0,07 %   |